# بخش اسپرینگ فیلد (شهرستان ماهونینگ، اوهایو)
بخش اسپرینگ فیلد (به انگلیسی: Springfield Township) یک منطقهٔ مسکونی در ایالات متحده آمریکا است که در شهرستان ماهونینگ، اوهایو واقع شده‌است.
 بخش اسپرینگ فیلد ۹۰٫۴ کیلومتر مربع مساحت و ۶٬۷۰۳ نفر جمعیت دارد و ۳۶۳ متر بالاتر از سطح دریا واقع شده‌است.